# Calymperes strictifolium
Calymperes strictifolium är en bladmossart som beskrevs av Georg Roth 1911. Calymperes strictifolium ingår i släktet Calymperes och familjen Calymperaceae. Inga underarter finns listade i Catalogue of Life.